# Engelbert II. (Brienne)
Engelbert II. († vor 1027/31) war ein Graf von Brienne aus dem Haus Brienne.
In Erinnerung an die guten Beziehungen seines namensgleichen Vorgängers und wahrscheinlichen Vaters zur Abtei Montier-en-Der, tätigte Engelbert II. gemeinsam mit seiner Frau Adelaide (Alix) Schenkungen an diese. Die dazugehörende Urkunde wurde auf der Burg Brienne (Breona castello) aufgesetzt und datiert nur vage in die Herrscherzeit König Roberts II. (996–1031), doch muss diese Schenkung in den Zeitraum vor 1018 zu legen sein. Denn gemäß der Überlieferung des Chronisten Alberich von Trois-Fontaines unterstützte Engelbert nach dem Tod der Adelaide seinen Schwiegersohn Stephan von Joinville im Kampf um die Grafschaft Joigny und beim Bau dessen „neuer Burg“ (Joinville), welche bis spätestens 1018 errichtet war.
Adelaide hatte dem Grafenhaus von Sens angehört und aus dessen Erbe die Burg Joigny erhalten. In einer ersten Ehe war sie mit Gottfried I. von Joigny verheiratet gewesen, mit dem sie drei Söhne hatte.
Engelbert II. von Brienne dürfte seinen Schwiegersohn Stephan von Joinville im Kampf um Joigny nicht zuletzt aus machtpolitischen Gründen unterstützt haben, um seine angeheirateten Stiefsöhne zugunsten eines mit ihm unmittelbar Verwandten von dort zu vertreiben. Allerdings war der Allianz Brienne-Joinville in diesem Konflikt kein dauerhafter Erfolg beschieden, denn spätestens im März 1042 ist mit Graf Gottfried II. wieder ein Sohn der Adelaide aus deren erster Ehe im Besitz von Joigny bezeugt.
Die zwischen den Jahren 1027 und 1031 urkundlich auftretenden Brüder Graf Engelbert III. und Guido dürften die Söhne Engelberts II. gewesen sein, zumal als deren Schwager Stephan von Joinville auftritt. Ihre Mutter aber war laut einer genealogischen Abhandlung zum Grafenhaus von Anjou aus dem frühen 12. Jahrhundert nicht Adelaide von Sens, sondern eine Frau namens Wandalmodis, welche mütterlicherseits von der Herrenfamilie von Salins abstammte.

## Weblink
- COMTES de BRIENNE bei fmg.ac

| Vorgänger    | Amt                                   | Nachfolger     |
| ------------ | ------------------------------------- | -------------- |
| Engelbert I. | Graf von Brienne nach 968–vor 1027/31 | Engelbert III. |

| Personendaten    | Personendaten    |
| ---------------- | ---------------- |
| NAME             | Engelbert II.    |
| KURZBESCHREIBUNG | Graf von Brienne |
| GEBURTSDATUM     | 10. Jahrhundert  |
| STERBEDATUM      | 11. Jahrhundert  |